# Claudia Strobl
Claudia Strobl (ur. 4 listopada 1965 w Afritz am See) – austriacka narciarka alpejska.

## Kariera
W zawodach Pucharu Świata zadebiutowała 15 grudnia 1985 roku w Savognin, gdzie została zdyskwalifikowana w drugim przejeździe slalomu. Pierwsze punkty wywalczyła 5 stycznia 1986 roku w Mariborze, gdzie zajęła szóste miejsce w tej samej konkurencji. Na podium zawodów tego cyklu pierwszy raz stanęła 21 grudnia 1986 roku w Valzoldana, kończąc rywalizację w slalomie na trzeciej pozycji. W zawodach tych wyprzedziły ją jedynie dwie Szwajcarki: Erika Hess i Brigitte Oertli. W kolejnych startach jeszcze pięć razy stanęła na podium, za każdym razem w slalomie: 10 grudnia 1989 roku w Steamboat Springs była najlepsza, 6 stycznia 1990 roku w Piancavallo i 14 stycznia 1990 roku w Haus była trzecia, 11 marca 1990 roku w Stranda była druga, a 13 marca 1990 roku w Vemdalen ponownie zajęła trzecie miejsce. W sezonie 1989/1990 zajęła trzynaste miejsce w klasyfikacji generalnej, a w klasyfikacji slalomu była druga.
Wystartowała w slalomie na igrzyskach olimpijskich w Albertville w 1992 roku, ale nie ukończyła rywalizacji. Po pierwszym przejeździe zajmowała dziesiątą pozycję, tracąc do prowadzącej Julie Parisien z USA 0,86 sekundy. Nigdy nie wystąpiła na mistrzostwach świata.

## Osiągnięcia

### Igrzyska olimpijskie
| Miejsce | Dzień     | Rok  | Miejscowość | Konkurencja | Czas biegu | Strata | Zwyciężczyni      |
| ------- | --------- | ---- | ----------- | ----------- | ---------- | ------ | ----------------- |
| DNF2    | 20 lutego | 1992 | Albertville | Slalom      | 1:32,68    | -      | Petra Kronberger. |

### Puchar Świata

#### Miejsca w klasyfikacji generalnej
- sezon 1985/1986: 38.
- sezon 1986/1987: 30.
- sezon 1987/1988: 45.
- sezon 1988/1989: 55.
- sezon 1989/1990: 13.
- sezon 1990/1991: 36.
- sezon 1991/1992: 36.
- sezon 1992/1993: 67.
- sezon 1993/1994: 116.

#### Miejsca na podium
1. Valzoldana – 21 grudnia 1986 (slalom) – 3. miejsce
2. Steamboat Springs – 10 grudnia 1989 (slalom) – 1. miejsce
3. Piancavallo – 6 stycznia 1990 (slalom) – 3. miejsce
4. Haus – 14 stycznia 1990 (slalom) – 3. miejsce
5. Stranda – 11 marca 1990 (slalom) – 2. miejsce
6. Vemdalen – 13 marca 1990 (slalom) – 3. miejsce